# Josifovolygus
Josifovolygus is een geslacht van wantsen uit de familie van de Miridae (Blindwantsen). Het geslacht werd voor het eerst wetenschappelijk beschreven door Kerzhner & Schuh in 1995.

## Soorten
Het genus is monotypisch en bevat alleen de volgende soort:

- Josifovolygus niger (Josifov, 1992)